# 김재현 (1965년)
김재현(金才賢, 1965년 3월 3일 ~ , 전남 담양)은 건국대학교 산림조경학과 교수를 지낸 대한민국의 산림학자이자 제31대 산림청장을 역임하였다.

## 학력
- 1980년 ~ 1983년: 광주진흥고등학교 졸업
- 1984년 ~ 1989년: 서울대학교 임학과 학사
- 1989년 ~ 1991년: 서울대학교 대학원 농학 석사
- 1991년 ~ 1996년: 쓰쿠바 대학교 대학원 박사

## 경력
- 1994년 ~ 1996년: 일본 학술진흥재단 특별연구원
- 1996년 ~ 1997년: 일본 쓰쿠바대학교 농림학계 조교수
- 1996년 ~ 1997년: 일본 임학회지 발표논문집 편집간사
- 1997년 ~ 2002년: 건국대학교 농업생명과학대학 산림자원학과 교수
- 2002년 ~ 2013년: 건국대학교 생명환경과학대학 환경과학과 교수
- 2002년 ~ 2007년: 생명의숲 사무처장
- 2005년 ~ 2007년: 경제인문사회연구회 기획평가위원
- 2006년 ~ 2007년: 한국토지공사 초록사회만들기위원회 운영위원
- 2008년 ~ 2009년: 산림청 산촌생태마을조성사업 중앙자문위원
- 2008년 ~ 2011년: 희망제작소 부소장
- 2012년 ~ 2017년: 생명의숲 이사, 운영위원장
- 2011년 ~ 2017년: 건국대학교 커뮤니티비즈니스센터 센터장
- 2013년 ~ 2017년: 건국대학교 생명환경과학대학 녹지환경계획학과 교수
- 2017년 ~ 2017년: 건국대학교 상허생명과학대학 산림조경학과 교수
- 2017년 ~ 2019년 12월 12일: 산림청장

| 전임 신원섭 | 제31대 산림청장 2017년 7월 18일 ~ 2019년 12월 12일 | 후임 박종호 |